# Stippelrietboorder
De stippelrietboorder (Protarchanara brevilinea, voorheen geplaatst in het geslacht Chortodes) is een nachtvlinder uit de familie Noctuidae, de uilen. De voorvleugellengte bedraagt tussen de 14 en 17 millimeter. De vlinder komt voor in West- en Noord-Europa. De soort overwintert als ei.

## Waardplanten
De stippelrietboorder heeft riet als waardplant.

## Voorkomen in Nederland en België
De stippelrietboorder is in Nederland in 1955 waargenomen in Nationaal Park De Oude Venen bij Eernewoude. Op 21 juli 2007 werd de vlinder aangetroffen op Griend in de Waddenzee. Deze herontdekking was opmerkelijk: de dichtstbijzijnde bekende populaties zijn rond de Oostzee. In 2012 werd de vlinder nogmaals gezien op Texel. In België komt de stippelrietboorder niet voor.
De vlinder kent één generatie, die vliegt van halverwege juli tot en met augustus.